# Isogona
Isogona é um gênero de traça pertencente à família Arctiidae.